# Juan René Serrano
Juan René Serrano (Guadalajara, 23 febbraio 1984) è un arciere messicano.
Ha partecipato alle Olimpiadi di Atene 2004 nella competizione tiro con l'arco individuale, ha vinto il primo match, ma poi ha perso il secondo. È ventesimo nel ranking. È noto per aver vinto 8 medaglie d'oro ai Giochi centramericani e caraibici del 2010, in diverse specialità, e per la medaglia d'oro ai XVII Giochi panamericani del 2015 nel gara a squadre.

## Palmarès
- Giochi panamericani

2007 - Rio de Janeiro: bronzo a squadre.
2011 - Guadalajara: argento a squadre.
2015 - Toronto: oro a squadre.
- Giochi centramericani e caraibici

2010 - Mayagüez: 8 ori in varie specialità, anche non olimpiche.